# Ngronggot (plaats)
Ngronggot is een bestuurslaag in het regentschap Nganjuk van de provincie Oost-Java, Indonesië. Ngronggot telt 9355 inwoners (volkstelling 2010).